# Новая Сила (село)
Но́вая Си́ла — село в Партизанском районе Приморского края. Входит в состав Екатериновского сельского поселения.

## География
Село Новая Сила стоит на малой реке, правом притоке реки Партизанская, которая протекает примерно в 2 км от села.
Дорога к селу Новая Сила идёт от села Екатериновка вверх по долине реки Партизанская (правобережье) через посёлок Боец Кузнецов и ж/д разъезд 151 км.
Расстояние до села Екатериновка около 12 км, расстояние до районного центра Владимиро-Александровское около 15 км.
К северу от села Новая Сила расположен посёлок Лозовый Партизанского городского округа и город Партизанск. Расстояние до Партизанска около 12 км.

## Население
| 2002 | 2010 |
| ---- | ---- |
| 481  | ↗515 |

## Улицы
| - ул. 40 лет Победы, - ул. Гагарина, - ул. Ключевая, | - ул. Комарова, - ул. Лазо, - ул. Центральная. |

## Экономика
Жители занимаются сельским хозяйством.